# Liolaemus diaguita
Espèce
Statut de conservation UICN

 LC  : Préoccupation mineure
Liolaemus diaguita est une espèce de sauriens de la famille des Liolaemidae.

## Répartition
Cette espèce est endémique de la province de Salta en Argentine.

## Étymologie
Cette espèce est nommée en l'honneur des Diaguita.

## Publication originale
- Abdala, Quinteros, Arias, Portelli & Palavecino, 2011 : A new species of the Liolaemus darwinii group (Iguania: Liolaemidae) from Salta Province, Argentina. Zootaxa, no 2968, p. 26–38